# ارتفاع ضغط الدم الكلوي
ارتفاع ضغط الدم في الأوعية الكلوية (أو "ارتفاع ضغط الدم الكلوي") هي حالة طبية يرتقع فيها ضغط الدم نتيجة استجابة الكلى الهرموني لتضييق الشرايين التي تزود الكلى. عندما يعمل هذا المحور الهرموني بشكل صحيح فإنه ينظم ضغط الدم. بسبب انخفاض تدفق الدم الموضعي، ترفع الكلى عن طريق الخطأ ضغط الدم من نظام الدورة الدموية بأكمله. وهو شكل من أشكال ارتفاع ضغط الدم الثانوي - شكل من أشكال ارتفاع ضغط الدم الذي يمكن التعرف على سببه.

## العلامات والأعراض
وتشمل أعراض ارتفاع ضغط الدم الرخوي ما يلي:
- ارتفاع ضغط الدم (بسن مبكر)
- قصور وظائف الكلى
- تضييق الشرايين في أماكن أخرى من الجسم
- الوذمة الرئوية

## الأسباب
يتسق سبب ارتفاع ضغط الدم الرخوي مع أي تضييق أو نسداد في إمدادات الدم إلى الجهاز الكلوي (تضيق الشريان الكلوي). ونتيجة لهذا الإجراء تقوم الأجهزة الكلوية بإطلاق الهرمونات التي تنبه الجسم للحفاظ على كمية أعلى من الصوديوم والماء، مما يؤدي بدوره إلى ارتفاع ضغط الدم. العوامل التي يمكن أن تسهم هي: داء السكري، وارتفاع الكوليسترول في الدم وكبر السن، من المهم أيضًا الإشارة إلى أن وجود جانب واحد يكفي للتسبب في ارتفاع ضغط الدم الكلوي.

## الآلية المرضية

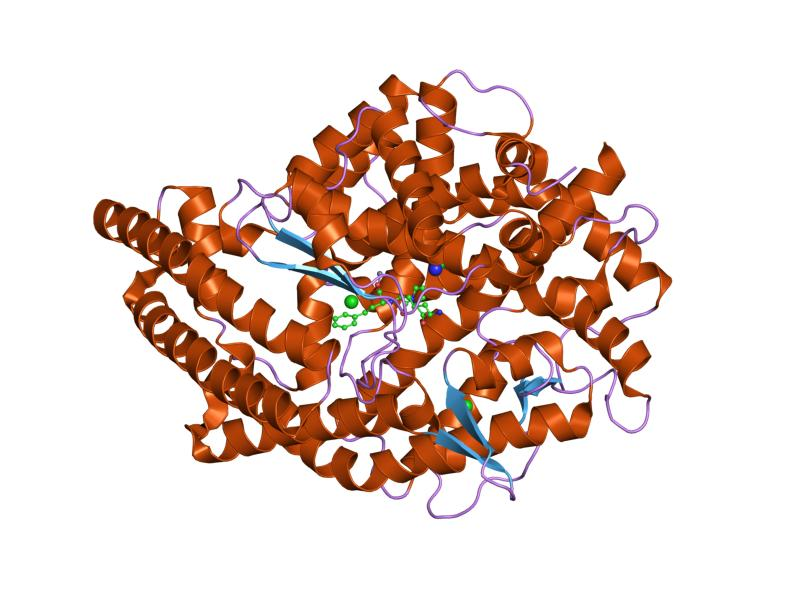
إنزيم محول الأنجيوتنسين

ينطوي التسبب في ارتفاع ضغط الدم الوعائي على تضييق الشرايين الواردة للكلى مما يسبب ضغط دم منخفض والذي يتم الكشف عنه من قبل جهاز محاور الكبيبة الكلوية (عن طريق الخلايا محاور الكبيبة الكلوية، التي تعمل بمثابة مستقبلات حساسة للضغط، وتقع على جدار الشرايين الواردة). يؤدي هذا إلى إفراز إنزيم الرينين الذي يسبب تحويل إنزيم الأنجيوتنسينوجين إلى أنجيوتنسين I. ينتقل أنجيوتنسين I إلى الرئة حيث يتم تحويله إلى إنزيم أنجيوتنسين II عن طريق إنزيم محول الأنجيوتنسين.
عادةً ما يكون تصلب الشرايين في معظم الناس هو السبب في انسداد الشريان الكلوي الذي يؤدي في نهاية المطاف إلى هذه الحالة.

## التشخيص
يتم تشخيص ارتفاع ضغط الدم الكلوي بواسطة:
- اختبار الدم لوظيفة الكلى
- اختبار البول (اختبارات البروتينات الدقيقة)
- اختبارات المناعة (لاستبعاد الذئبة الحمامية الجهازية)
- مستوى الدهون
- تحليل البول (لاستبعاد وجود خلايا الدم الحمراء)

## العلاج
عند النظر إلى علاج ارتفاع ضغط الدم الكلوي باستخدام إعادة التوعية الجراحية مقابل العلاج الطبي لتصلب الشرايين، فلا يظهر إذا ما كان أحد الخيارات أفضل من الآخر وفقًا لاستعراض كوكرين عام 2014؛ والذي أوضح أن استخدام قسطرة البالون يُحدث تحسنًا طفيفًا في ضغط الدم.
يمكن أن تشمل الجراحة إعادة التوعية الجراحية عن طريق الجلد، وأيضا استئصال الكلية أو الزرع الذاتي، ويمكن إعطاء الفرد مضادات بيتا الأدرينالية. التدخل العلاجي المبكر مهم إذا ظهرت أعراض اعتلال الكلية الإقفاري. رعاية المرضى الداخليين ضرورية لإدارة حالات الطوارئ ارتفاع ضغط الدم، إذ قد يتطلب الأمر تدخل سريع لمنع المزيد من الأضرار التي لحقت الكلى.

## التنبوء الطبي
تشخيص الأفراد الذين يعانون من ارتفاع ضغط الدم الكلوي ليس من السهل تحديده. أولئك الذين يعانون من مرض الشريان الكلوي تصلب الشرايين لديهم مخاطر عالية من الوفيات، وعلاوةً على ذلك، أولئك الذين لديهم أيضًا اختلال وظيفي في الكلى لديهم خطر وفيات أعلى. ومع ذلك، يمكن تحسين معظم الأمراض الكلوية مع الجراحة.